# 芒特朗
芒特朗（法語：Manthelan，法語發音：[mɑ̃tlɑ̃]）是法国安德尔-卢瓦尔省的一个市镇，位于该省东南部，属于洛什区。

## 地理
芒特朗（47°8'8"N, 0°47'35"E）面积39.58 平方千米，位于法国中央-卢瓦尔河谷大区安德尔-卢瓦尔省，该省份为法国中西部省份，北起萨尔特省、东北接卢瓦-谢尔省，东南接安德尔省，南至维埃纳省，西临曼恩-卢瓦尔省。
与芒特朗接壤的市镇（或旧市镇、城区）包括：博塞、拉沙佩勒布朗什-圣马丹、多吕勒塞克、勒卢鲁、穆宰、武镇、托克西尼-圣博。

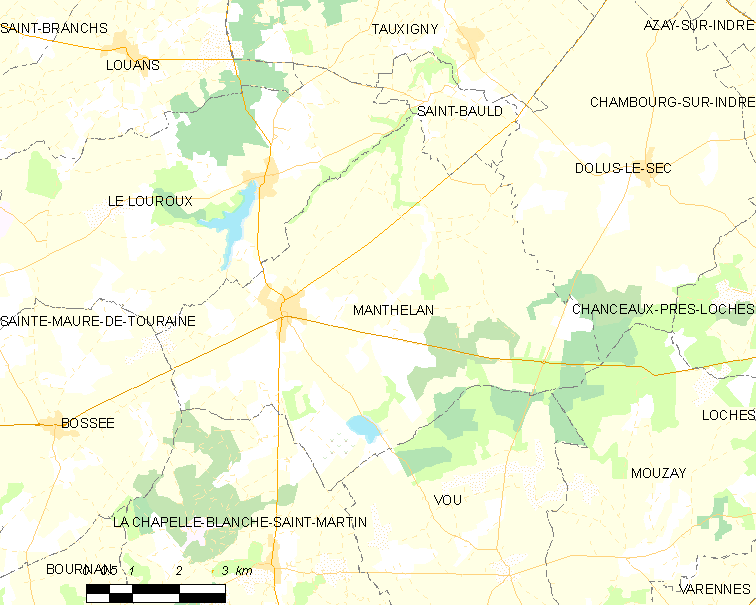
芒特朗的OSM定位图

芒特朗的时区为UTC+01:00、UTC+02:00（夏令时）。

## 行政
芒特朗的邮政编码为37240，INSEE市镇编码为37143。

## 政治
芒特朗所属的省级选区为笛卡尔县。

## 人口

1962-2008年间芒特朗人口变化图示

芒特朗于2022年1月1日时的人口数量为1377人。